# EP u amaterskom boksu 1979.
23. Europsko prvenstvo u amaterskom boksu 1979. se održalo od 5. – 12. svibnja 1979. u zapadnonjemačkom gradu Kölnu.
Boksači su se borili za odličja u dvanaest težinskih kategorija. Prvi put se uvelo supertešku kategoriju, kategoriju za boksače teže od 91 kg. Sudjelovalo je 156 boksača iz 23 države.
Boksači iz SSSR-a su osvojili 7 naslova prvaka, a Poljske, SR Njemačke, Jugoslavije i Finske po 1 naslov prvaka.
| Kategorija            | zlato              | srebro             | bronca                                |
| papir (-48 kg)        | Šamil Sabirov      | Dietmar Geilich    | András Rózsa Georgi Georgijev         |
| muha (-51 kg)         | Henryk Średnicki   | Daniel Radu        | Aleksandr Dugarov Frank Kegebein      |
| bantam (-54 kg)       | Nikolaj Hrapcov    | Dimitar Pehlivanov | Georg Vlachos Philip Sutcliffe        |
| pero (-57 kg)         | Viktor Rybakov     | Cačo Andrejkovski  | Kazimierz Przybylski Carlo Russolillo |
| laka (-60 kg)         | Viktor Demjanjenko | René Weller        | Richard Nowakowski Dragomir Ilie      |
| poluvelter (-63,5 kg) | Serik Konakbajev   | Patrizio Oliva     | Caroly Hajnal Karl-Heinz Krüger       |
| velter (-67 kg)       | Ernst Müller       | Sreten Mirković    | Ion Budusan Kalevi Kosunen            |
| polusrednja (-71 kg)  | Miodrag Perunović  | Viktor Savčenko    | Markus Intlekofer Rostislav Osička    |
| srednja (-75 kg)      | Tarmo Uisivirta    | Valentin Silaghi   | László Pem Manfred Gebauer            |
| poluteška (-81 kg)    | Albert Nikoljan    | Tadija Kačar       | Paweł Skrzecz Georgica Donici         |
| teška (-91 kg)        | Jevgenij Gorstkov  | Werner Kohnert     | Ion Cernat Roger Andersson            |
| superteška (+91 kg)   | Peter Hussing      | Ferenc Somodi      | Jürgen Fanghänel Haren Indžjan        |

## Vanjske poveznice
- Sports123  Arhivirana inačica izvorne stranice od 22. kolovoza 2005. (Wayback Machine)
- EABA
- EP 1979.